# (2531) Cambridge
(2531) Cambridge es un asteroide perteneciente al cinturón de asteroides, descubierto el 11 de junio de 1980 por Edward Bowell desde la Estación Anderson Mesa  (condado de Coconino, cerca de Flagstaff, Arizona, Estados Unidos).

## Designación y nombre
Designado provisionalmente como 1980 LD. Fue nombrado Cambridge en homenaje a las universidades de Cambridge del Reino Unido y Cambridge de Estados Unidos.